# ناوشکن کلاس بنشی
دیسترویر کلاس بنشی (به انگلیسی: Banshee-class destroyer) یک کلاس از کشتی است که طول آن ۲۱۰ فوت (۶۴ متر) می‌باشد.